# Vincenzo Renzuto Iodice
Vincenzo Renzuto Iodice (Nápoly, 1993. április 8. –) világbajnok (2019), világliga ezüstérmes, valamint LEN-Európa-kupa győztes olasz válogatott vízilabdázó, center, a Posillipo Napoli játékosa.

## Sportpályafutása
Szülővárosában kezdett vízilabdázni a Circolo Nautico Posillipo-ban. Az olasz korosztályos válogatott tagjaként egy Európa-bajnoki, valamint két világbajnoki címmel büszkélkedhet. 2017-ben bekerült a budapesti világbajnokságra készülő felnőtt válogatottba.

## Eredmények

### Klubbal

#### Posillipo Napoli
- LEN-Európa-kupa győztes (2014-15)

### Válogatottal

#### Junior válogatott
- Junior-Európa-bajnok (Stuttgart, 2010)
- Junior világbajnok (Perth, 2012), (Szombathely, 2013)

#### Felnőtt válogatott
- Világliga ezüstérmes (Ruza, 2017)
- Világbajnok (Kvangdzsu, 2019)